# Bagnaia
Bagnaia is een plaats (frazione) in de Italiaanse gemeente Viterbo.

## Geboren
- Francesco Ragonesi (1850-1931), geestelijke en kardinaal

## Galerij

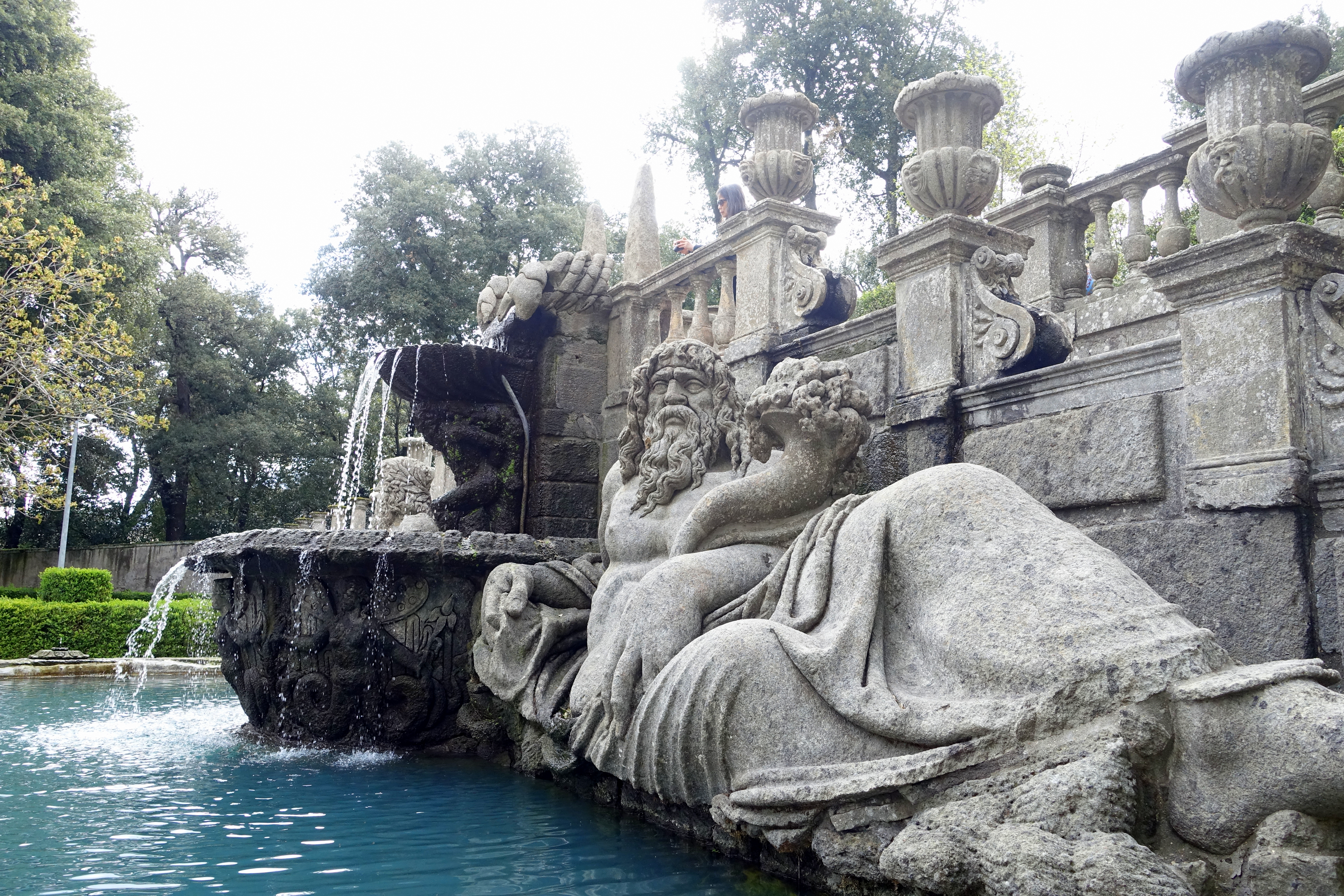
Villa Lante
Villa Lante